# 広島中央警察署
広島中央警察署（ひろしまちゅうおうけいさつしょ）は、広島県警察が管轄する警察署の一つである。
県内の筆頭大規模署であり署長の階級は警視正。

## 概要
- 広島市中区を管轄しており管内には広島県一の繁華街である紙屋町や県警本部、商工会議所などの官庁街を形成している八丁堀などの重要地域を管轄しているため広島県警の筆頭大規模署の一つとなっている

## 管轄区域
- 広島市中区

## 沿革
- 1876年4月：広島警察出張所が設置される。
- 1877年3月：広島警察署に改称。
- 1915年11月：西警察署に改称。
- 1948年2月：広島市西警察署となる。
- 1954年7月1日：広島県広島西警察署となる。
- 1981年4月：広島県広島中央警察署に改称。
- 1987年9月1日：広島西警察署の設置に伴い、広島市西区（西部）を広島西警察署へ移管。広島東警察署から中区・東区の北部を移管。
- 2004年4月1日：広島市東区の北部を広島東警察署へ移管。広島東警察署から中区の一部を移管。
- 2013年
  - 2月28日：シャレオ警備警察官派出所を廃止、本通交番に統合。
  - 9月2日：広島市西区を広島西警察署に移管。また広島東警察署の管轄（広島市中区のうち広島市道御幸橋三篠線（中央通り・御幸橋西詰通り）以東かつ平和大通り以北相生通り以南の区域）が移管され、広島中央警察署の管轄は広島市中区（広島市道御幸橋三篠線（中央通り・御幸橋西詰通り）以東かつ平和大通り以南を除く）となる[1]。
- 2018年9月1日 広島東警察署の管轄（広島市中区のうち宝町交番の所管区）が移管され、広島中央警察署の管轄は広島市中区全域となる[2]。
- 2024年1月24日 - 吉島交番が新設移転（広島市中区吉島西3丁目16番42号）[3]。

## 交番
（）の中は所在地。
- 基町交番（広島市中区基町）
  - 広島市中区のうち西白島町、白島北町、白島九軒町、白島中町、東白島町、基町（地下街を除く）
- 本通交番（広島市中区本通）
  - 広島市中区のうち胡町（6番）、大手町一丁目・二丁目、紙屋町一丁目・二丁目、新天地（2番 - 5番）、立町、中島町（1番）、中町、袋町、堀川町（5番 - 7番）、本通、三川町（2番 - 7番・10番）、基町（地下街）
- 幟町交番（広島市中区幟町）
  - 広島市中区のうち上幟町、上八丁堀、鉄砲町、幟町、橋本町、八丁堀
- 十日市交番（広島市中区西十日市町）
  - 広島市中区のうち榎町、小網町、堺町一丁目・二丁目、寺町、十日市町一丁目・二丁目、土橋町、西十日市町、猫屋町、広瀬北町、広瀬町、本川町一丁目・二丁目
- 鷹野橋交番（広島市中区大手町五丁目）
  - 広島市中区のうち大手町三丁目 - 五丁目、国泰寺町一丁目・二丁目、小町、千田町一丁目 - 三丁目、東千田町一丁目・二丁目、南千田西町、南千田東町
- 羽衣町交番（広島市中区羽衣町）
  - 広島市中区のうち加古町、住吉町、中島町（2番 - 10番）、羽衣町、吉島町、吉島西一丁目・二丁目、吉島東一丁目
- 吉島交番（広島市中区吉島西三丁目）
  - 広島市中区のうち光南一丁目 - 六丁目、南吉島一丁目・二丁目、吉島新町、吉島西三丁目、吉島東二丁目・三丁目
- 舟入本町交番（広島市中区舟入本町）
  - 広島市中区のうち河原町、西川口町、舟入川口町、舟入幸町、舟入中町、舟入本町、舟入町、舟入南一丁目 - 六丁目
- 江波町交番（広島市中区江波沖町）
  - 広島市中区のうち江波沖町、江波栄町、江波西一丁目・二丁目、江波二本松一丁目・二丁目、江波東一丁目・二丁目、江波本町、江波南一丁目 - 三丁目
- 新天地交番（広島市中区新天地）
  - 広島市中区のうち胡町（1番 - 5番）、新天地（1番・6番 - 8番）、田中町、流川町、堀川町（1番 - 4番）、三川町（1番・8番・9番）
- 弥生町交番（広島市中区弥生町）
  - 広島市中区のうち銀山町、西平塚町、東平塚町、薬研堀、弥生町
- 宝町交番（広島市中区宝町）
  - 広島市中区のうち宝町、竹屋町、昭和町、鶴見町、平野町、富士見町、南竹屋町

## 主な未解決事件
- 広島市中区地下道16歳少女刺殺事件 - 2000年1月20日に広島市中区西白島町の国道54号祇園新道城北地下道で当時16歳の少女が何者かに刺殺された事件。防犯カメラもなく、犯行時刻が3：50頃と人通りのほとんどない時間帯だったことから捜査は難航している[4]。

## 不祥事
広島中央署8572万円盗難事件
2017年5月8日、同署の金庫に保管されていた、特殊詐欺事件で押収した被害金の現金約8500万円が盗まれていたと県警が発表した。後の捜査で、会計課長のデスクの引き出しが壊されていたことが明らかになった。県警は、内部犯行の可能性が高いと述べた。県警は本部長以外・署長級以上で金を出し合って被害を補填することを決めた。
のちに、2020年2月に原資不明の金で借金を返済し、2017年9月に自宅で死亡していた30代の男性警察官が犯行に関与していた疑いが強まったとして、被疑者死亡のまま窃盗などの疑いで書類送検した。
署内で留置中の警察官被告の自殺
中国四国管区警察学校所属の警視正、岩本幸一は2023年9月から10月にかけてマッチングアプリで知り合った女性5人をホテルに呼び出して不同意性交（強姦）した容疑で逮捕・起訴され、当署にて留置中であったが、2024年2月17日20時19分に留置場内のトイレで意識不明の状態で発見され、30分後に死亡が確認された。自殺とみられる。トイレ内に遺書のようなものが残されていた。
岩本は自殺などの恐れがある「特別要注意者」に指定されていたといい、当署は自殺を止められなかった形となった。県警留置管理課長は「再発防止に向けて徹底した調査を行っていく」とコメントした。
後日、広島県警は署長を本部長注意処分、署の留置管理課長を本部長訓戒処分とした。